# Il Flaminio
Il Flaminio är en opera (commedia musicale) i tre akter med musik av Giovanni Battista Pergolesi och libretto av Gennaro Antonio Federico.

## Historia
Pergolesis sista scenverk är det enda som existerar i originalpartitur. Operan hade premiär på hösten 1735 på Teatro Nuovo i Neapel. Orkestern består av två oboer, två valthorn, stråkar, gitarr och generalbas. 1919 använde sig Igor Stravinskij av tre stycken från operan i sin balett Pulcinella.

## Personer
- Polidoro, Agatas broder och förälskad i Giustina (Tenor)
- Flaminio, under namnet Giulio, förälskad i Giustina (Sopran)
- Giustina, änka och förälskad i Flaminio (Alt)
- Agata, förälskad i Flaminio (Sopran)
- Ferdinando, Agatas friare (Sopran)
- Checca, Giustinas husa (Sopran)
- Vastiano/Bastiano, Polidoros tjänare (Bas)

## Handling
Änkan Giustina ämnar gifta sig med Polidoro. Giustina bor utanför Neapel med sin husa Checca. Polidor, tillsammans med sin syster Agata, flyttar in hos Giustina för att försöka gifta bort systern med Ferdinando. Polidoros tjänare Bastiano och sekreterare Giulio följer med. Snart inser Giustina att Giulio är hennes gamle beundrare Flaminio. Men Giulio/Flaminio låtsas inte känna igen henne. Till slut gifter sig Flaminio med Giustina, Agata med Ferdinando, och Bastiano med Checca.